# Edmund Telgenkämper
Edmund Telgenkämper (* 11. März 1968 in Gladbeck, Westfalen) ist ein deutscher Schauspieler.

## Leben
Edmund Telgenkämper ging nach seinem Schauspielstudium an der Hochschule für Musik und Theater in Hannover und einem Debüt am Theater Basel von 1993 bis 1998 zu seinem ersten festen Engagement an das Deutsche Schauspielhaus nach Hamburg.
Danach arbeitete er als Gast am Theater Basel, bis er 2000 Ensemblemitglied des Burgtheaters Wien wurde. 2002 gastierte er erstmals bei den Salzburger Festspielen. 2003 wechselte er fest zum Theater Basel.
Von 2006 bis 2015 gehörte er dem Ensemble der Münchner Kammerspiele an. Bis Ende der Spielzeit 2018/2019 war er Ensemblemitglied am Schauspielhaus Zürich. In der Spielzeit 2018/2019 war er ebenfalls als Gast am Schauspielhaus Bochum und an der Bayerischen Staatsoper in München tätig. Ab der Spielzeit 2020/2021 ist Edmund Telgenkämper wieder fest an den Münchner Kammerspielen engagiert. Nebenher unterrichtet er (Stand 2021) an der Otto-Falckenberg-Schule München den Schauspielnachwuchs.

## Theater (Auswahl)
- 2008: Hiob (Münchner Kammerspiele)
- 2008: Der Prozess (Münchner Kammerspiele)
- 2010: Die Hermannsschlacht (Münchner Kammerspiele)
- 2010: Alles nur der Liebe wegen (Münchner Kammerspiele)
- 2010: Erfolg – Lesemarathon (Münchner Kammerspiele)
- 2011: E la nave va (Münchner Kammerspiele)
- 2011: Ludwig II. (Münchner Kammerspiele)
- 2011: Zimt & Sterne (Münchner Kammerspiele)
- 2012: Satansbraten (Münchner Kammerspiele)
- 2012: Franziska (Münchner Kammerspiele)
- 2012: Der imaginäre sibirische Zirkus des Rodion Raskolnikow (Münchner Kammerspiele)
- 2012: Susn (Münchner Kammerspiele)
- 2013: und 2014 The Rest is Noise – Lesemarathon (Münchner Kammerspiele)
- 2013: Urban Prayers (Münchner Kammerspiele)
- 2013: Amerika (Münchner Kammerspiele)
- 2013: Fegefeuer in Ingolstadt (Münchner Kammerspiele)
- 2013 Fleißer und all ihre Söhne (Münchner Kammerspiele)
- 2013: Schnapsbudenbestien (Münchner Kammerspiele)
- 2014: Die Neger (Münchner Kammerspiele)
- 2014: Totally happy (Münchner Kammerspiele)
- 2014: Warum läuft Herr R. Amok? (Münchner Kammerspiele)
- 2015: Maria Stuart (Münchner Kammerspiele)
- 2015 Buch (5 Ingredientes de la vida) (Münchner Kammerspiele)
- 2015: Die Jungfrau von Orleans (Schauspielhaus Zürich)
- 2016: Dogville (Schauspielhaus Zürich)
- 2017: Zündels Abgang (Schauspielhaus Zürich)
- 2017: Buddenbrooks (Schauspielhaus Zürich)
- 2018: Zur Schönen Aussicht (Schauspielhaus Zürich)
- 2018: Ärger im Paradies (Schauspielhaus Zürich)
- 2018: Hamlet  (Schauspielhaus Zürich)
- 2019: Frankenstein (Schauspielhaus Zürich)
- 2019: Lehrer*innen (Schauspielhaus Bochum)
- 2019: Z (Bayerische Staatsoper)
- 2020: The Assembly (Münchner Kammerspiele)
- 2021: Der Sprung vom Elfenbeinturm (Münchner Kammerspiele)
- 2021: Das Bergwerk zu Falun (Salzburger Festspiele)
- 2021: Effingers (Münchner Kammerspiele)
- 2022: Wo du mich findest (Münchner Kammerspiele)
- 2022: In the name of (Münchner Kammerspiele)
- 2022: Heilige Schrift I (Münchner Kammerspiele)
- 2022: Nora (Münchner Kammerspiele)
- 2022: Freiheit einer Frau (Münchner Kammerspiele)
- 2022: News from the past (Münchner Kammerspiele)
- 2023: Die Vaterlosen (Münchner Kammerspiele)
- 2023: Im Menschen muss alles herrlich sein (Münchner Kammerspiele)
- 2023: Frau Schmidt und das Kind aus Charkiw (Münchner Kammerspiele)
- 2024: Als lebten wir in einem barmherzigen Land (Münchner Kammerspiele)
- 2024: Amerika (Münchner Kammerspiele)
- 2024: Baumeister Solness (Münchner Kammerspiele)
- 2025: Mephisto (Münchner Kammerspiele)
- 2025: Katzelmacher (Münchner Kammerspiele)
- 2025: Sauhund (Münchner Kammerspiele)

## Filmografie (Auswahl)
- 1998: Der Killer (Kurzspielfilm) Regie Hans-Jörg Kapp
- 2003: Strafversetzt (Kinospielfilm) Regie Philipp Taraz
- 2004: Im siebten Himmel (Kurzspielfilm) Regie Philipp Taraz
- 2006: Zwei Frauen (Kinospielfilm) Regie Ludwig Wüst
- 2006: Nach Malaysia (Kurzspielfilm) Regie Nina Stössinger
- 2009: Hiob (Aufzeichnung Münchner Kammerspiele) Regie Johan Simons
- 2012: Der Alte – Folge 366: Königskinder (TV-Serie ZDF) Regie Ulrich Zrenner
- 2014: Unter Verdacht – Mutterseelenallein (TV-Film ZDF) Regie Martin Weinhart
- 2014: Fegefeuer in Ingolstadt (Aufzeichnung der Münchner Kammerspiele) Regie Susanne Kennedy
- 2023: 37 Sekunden (TV-Serie ARD, Degeto) Regie Bettina Oberli
- 2023: Die Akademie (Kinospielfilm) Regie Camilla Guttner
- 2024: Querschuss (Fernsehfilm, arte, BR) Regie Nicole Weegmann

## Hörbücher (Auswahl)
- Agatha Christie: Die Schattenhand
- Agatha Christie: Miss Marple & Co. ermitteln
- Frank Witzel: Die Erfindung der Roten Armee Fraktion durch einen manisch-depressiven Teenager im Sommer 1969
- Ingeborg Bachmann: Malina

## Hörspiele (Auswahl)
- 2014: Björn Bicker: Urban Prayers – Realisation: Björn Bicker (Hörspiel – BR)